# 郭敏 (1963年)

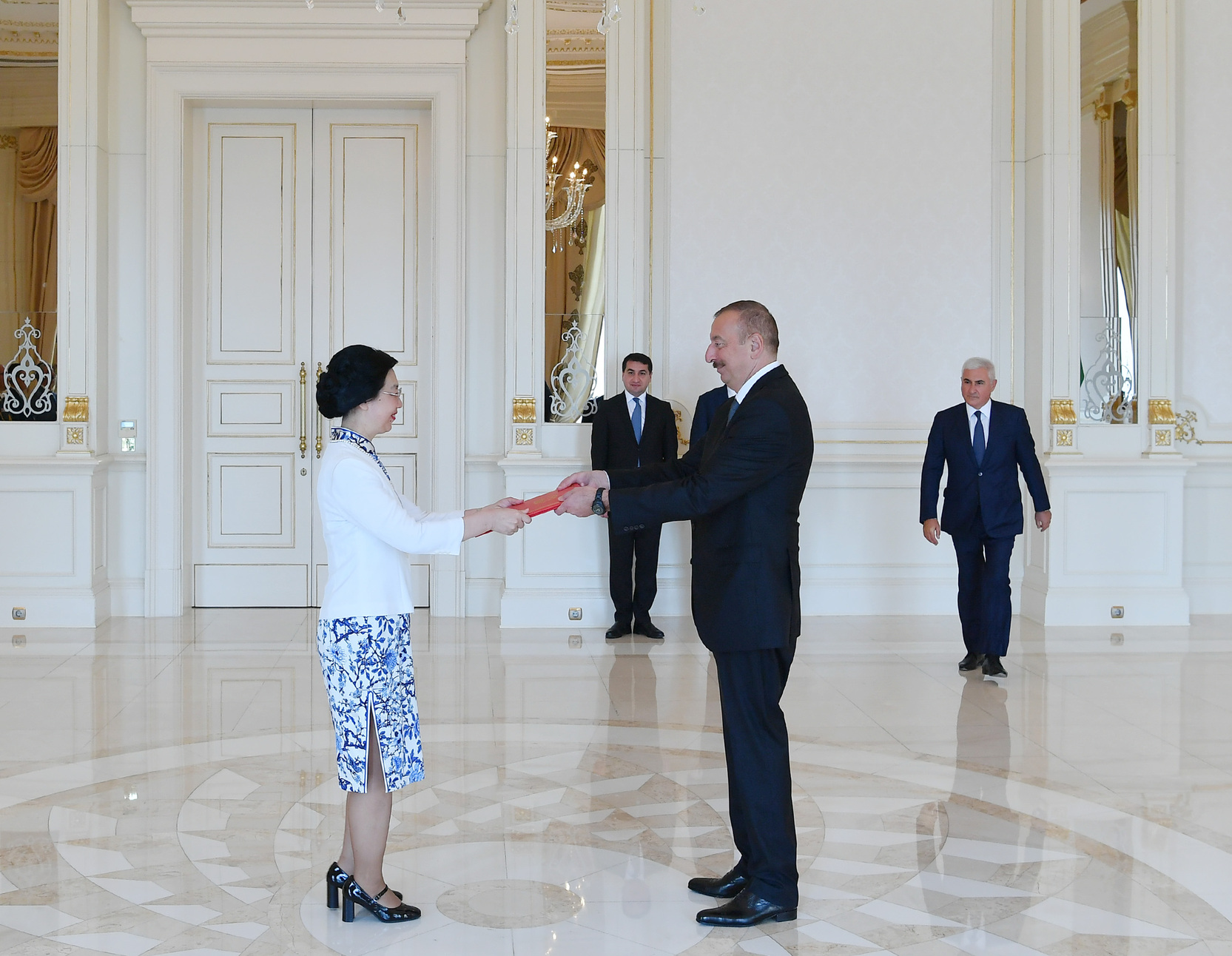
2019年7月，郭敏向阿利耶夫总统递交国书

郭敏（1963年10月—），女，汉族，河北泊头人，中华人民共和国外交官，曾任中华人民共和国驻阿塞拜疆共和国特命全权大使。

## 生平
1985年，进入中华人民共和国外交部工作，先后在外交部领事司、外交部驻香港签证处、驻俄罗斯大使馆任职。2005年，任外交部领事司参赞兼处长。2007年10月，出任中华人民共和国驻伊尔库茨克总领事。2012年，任外交部外事管理司参赞。2013年，挂职广西南宁市副市长。2015年9月，出任中华人民共和国驻圣彼得堡总领事。2019年7月，出任中华人民共和国驻阿塞拜疆大使。2024年4月，自驻阿塞拜疆大使离任。

## 家庭
已婚。